# Lijst van voetbalinterlands Australië - Duitse Democratische Republiek
Deze lijst van voetbalinterlands is een overzicht van alle officiële voetbalwedstrijden tussen de nationale teams van Australië en de Duitse Democratische Republiek. De landen speelden een keer tegen elkaar: een groepswedstrijd bij het Wereldkampioenschap voetbal 1974, gespeeld op 14 juni 1974 in Hamburg (West-Duitsland).

## Wedstrijden
| № | Plaats  | Datum        | Competitie | Wedstrijd                                  | Uitslag |
| - | ------- | ------------ | ---------- | ------------------------------------------ | ------- |
| 1 | Hamburg | 14 juni 1974 | WK 1974    | Duitse Democratische Republiek – Australië | 2 – 0   |

## Samenvatting
| Competitie   | Totaal gespeeld | Winst Australië | Gelijk | Winst DDR | Doelsaldo Australië – DDR |
| ------------ | --------------- | --------------- | ------ | --------- | ------------------------- |
| WK-eindronde | 1               | 0               | 0      | 1         | 0 − 2                     |
| Totaal       | 1               | 0               | 0      | 1         | 0 − 2                     |

Wedstrijden bepaald door strafschoppen worden, in lijn met de FIFA, als een gelijkspel gerekend.

## Details

### Eerste ontmoeting
| WK 1974 (Hamburg, West-Duitsland, 14 juni 1974): |              | |
| Duitse Democratische Republiek | 2 – 0        | Australië |
| Col Curran 39' (e.d.) Joachim Streich 70' | goals        | |
| Georg Buschner | bondscoach   | Rale Rašić |
| Jürgen Croy Bernd Bransch Gerd Kische Konrad Weise Siegmar Wätzlich Harald Irmscher Jürgen Sparwasser Jürgen Pommerenke Wolfram Löwe 55' Joachim Streich Eberhard Vogel | opstellingen | Jack Reilly Doug Utjesenovic Peter Wilson Manfred Schaefer Col Curran Ray Richards Jim Mackay Jim Rooney John Warren Adrian Alston Branko Buljevic |
| Martin Hoffmann 55' | wissels      | |
| Siegmar Wätzlich 32' Eberhard Vogel 58' Gerd Kische 61' | gele kaarten | |